# Третий кинематограф
Третий кинематограф (исп. Tercer Cine) — направление в кинематографе, осуждающее политику неоколониализма, капиталистическую систему и голливудскую модель кинопроизводства, основной целью которой является зарабатывание денег и не дающую зрителю ничего, кроме праздного развлечения.
Термин «третий кинематограф» впервые появился в совместном интервью аргентинских режиссёров Фернандо Соланаса и Октавио Хетино, которое они дали журналу «Кубинское кино» (исп. Cine cubano) в марте 1969 года. В том же году в кубинском журнале «Триконтиненталь» (исп. Tricontinenal) было опубликовано эссе «По направлению к Третьему кинематографу», в котором аргентинские режиссёры формулировали основные положения нового направления в мировом кинематографе.
В своем манифесте они разделили весь кинематограф на три части:
- Первый кинематограф — это кино, которое можно отнести к голливудской модели кинопроизводства. В нём нет авторского рассмотрения какой-либо проблемы, как впрочем, если присмотреться, и самой проблемы как таковой, поскольку оно создано исключительно для развлечения массового зрителя.
- Второй кинематограф — это европейское авторское кино, отвергающее голливудские условности и фокусирующееся на индивидуальном самовыражении режиссёра.
- Третий кинематограф — это кино «борьбы», способное превратить пассивного массового зрителя в активного участника политической жизни. Так же как и в европейском авторском кино здесь присутствует автор. Однако не просто автор, а творец, отказавшийся от индивидуального самовыражения, ставший частью общей идеи и направивший весь свой талант на то, чтобы донести до людей правду об окружающей действительности.

Соланас и Хетино призывали также избегать традиционных методов кинопоказа даже в тех случаях, когда это возможно. Они говорят о том, что атмосфера подпольного, нелегального просмотра «третьего кино» уже сама по себе способствует лучшему донесению до зрителя идей режиссёра.